# Meyerova vlnka

Meyerova vlnka

Meyerova vlnka je ortogonální symetrická vlnka podobná Shannonově vlnce. Na rozdíl od ní však nedělí spektrum tak ostře. Existuje i její diskrétní aproximace. Vlnku lze použít pro CWT i DWT. Obvykle se počítá ve frekvenční oblasti.
Vlastnosti:
- symetrická
- ortogonální, biortogonální
- nemá kompaktní nosič (diskrétní aproximace má)